# Eucoptaspis novaeguineae
Eucoptaspis novaeguineae är en insektsart som beskrevs av Willemse, C. 1966. Eucoptaspis novaeguineae ingår i släktet Eucoptaspis och familjen vårtbitare. Inga underarter finns listade i Catalogue of Life.